# Campionat del Món de piragüisme d'eslàlom
El Campionat del Món de piragüisme d'eslàlom és la màxima competició del piragüisme en eslàlom. L'organitza des de 1949 la Federació Internacional de Piragüisme (ICF, International Canoe Federation). De 1949 a 1999 se celebrava els anys senars, però des de 2002 es duu a terme anualment, a excepció dels anys en què hi ha Jocs Olímpics.
Actualment (Londres-2023), hi ha el mateix nombre de proves per les disciplines masculines i femenines, amb un total de 10. Es competeix en canoa individual i per equips (C-1), caiac individual i per equips (K-1) i la prova de caiac extrem, que va ser introduïda per primera vegada el 2017.
La selecció de França és la clara dominadora de l'esport pel que fa a medalles aconseguides en el Campionats del Món, seguida per la República Democràtica Alemanya (RDA) i Alemanya.

## Edicions
| Num.    | Any  | Seu                 | País           |
| ------- | ---- | ------------------- | -------------- |
| I       | 1949 | Ginebra             | Suïssa         |
| II      | 1951 | Steyr               | Àustria        |
| III     | 1953 | Meran               | Itàlia         |
| IV      | 1955 | Tacen               | Iugoslàvia     |
| V       | 1957 | Augsburg            | RFA            |
| VI      | 1959 | Ginebra             | Suïssa         |
| VII     | 1961 | Hainsberg           | RDA            |
| VIII    | 1963 | Spittal             | Àustria        |
| IX      | 1965 | Spittal             | Àustria        |
| X       | 1967 | Lipno nad Vltavou   | Txecoslovàquia |
| XI      | 1969 | Bourg-Saint-Maurice | França         |
| XII     | 1971 | Meran               | Itàlia         |
| XIII    | 1973 | Muotathal           | Suïssa         |
| XIV     | 1975 | Skopie              | Iugoslàvia     |
| XV      | 1977 | Spittal             | Àustria        |
| XVI     | 1979 | Jonquière, Quebec   | Canadà         |
| XVII    | 1981 | Bala                | Regne Unit     |
| XVIII   | 1983 | Meran               | Itàlia         |
| XIX     | 1985 | Augsburg            | RFA            |
| XX      | 1987 | Bourg-Saint-Maurice | França         |
| XXI     | 1989 | Savage River        | Estats Units   |
| XXII    | 1991 | Tacen               | Iugoslàvia     |
| XXIII   | 1993 | Mezzana             | Itàlia         |
| XXIV    | 1995 | Nottingham          | Regne Unit     |
| XXV     | 1997 | Três Coroas         | Brasil         |
| XXVI    | 1999 | la Seu d'Urgell     | Catalunya      |
| XXVII   | 2002 | Bourg-Saint-Maurice | França         |
| XXVIII  | 2003 | Augsburg            | Alemanya       |
| XXIX    | 2005 | Penrith             | Austràlia      |
| XXX     | 2006 | Praga               | Txèquia        |
| XXXI    | 2007 | Foz do Iguaçu       | Brasil         |
| XXXII   | 2009 | la Seu d'Urgell     | Catalunya      |
| XXXIII  | 2010 | Liubliana           | Eslovènia      |
| XXXIV   | 2011 | Bratislava          | Eslovàquia     |
| XXXV    | 2013 | Praga               | Txèquia        |
| XXXVI   | 2014 | Deep Creek Lake     | Estats Units   |
| XXXVII  | 2015 | Londres             | Regne Unit     |
| XXXVIII | 2017 | Pau (Occitània)     | França         |
| XXXIX   | 2018 | Rio de Janeiro      | Brasil         |
| XL      | 2019 | la Seu d'Urgell     | Catalunya      |
| XL      | 2019 | Praga (Extrem)      | Txèquia        |
| XLI     | 2021 | Bratislava          | Eslovàquia     |
| XLII    | 2022 | Augsburg            | Alemanya       |
| XLIII   | 2023 | Londres             | Regne Unit     |
| XLIV    | 2025 | Penrith             | Austràlia      |
| XLV     | 2026 | Oklahoma City       | Estats Units   |

## Medaller històric
- Actualitzat a Londres 2023

| Posició | País                         | Or  | Argent | Bronze | Total |
| 1       | França                       | 61  | 61     | 39     | 161   |
| 2       | RDA (1949–89)                | 49  | 42     | 30     | 121   |
| 3       | Alemanya                     | 35  | 31     | 32     | 98    |
| 4       | Txèquia (1993-actualitat)    | 35  | 28     | 24     | 87    |
| 5       | Regne Unit                   | 35  | 24     | 37     | 96    |
| 6       | Txecoslovàquia (1949–91)     | 33  | 45     | 41     | 119   |
| 7       | RFA (1949–89)                | 25  | 26     | 26     | 77    |
| 8       | Estats Units                 | 25  | 23     | 20     | 68    |
| 9       | Eslovàquia (1993–actualitat) | 25  | 23     | 19     | 67    |
| 10      | Àustria                      | 15  | 12     | 14     | 41    |
| 11      | Austràlia                    | 15  | 7      | 5      | 27    |
| 12      | Eslovènia (1993–actualitat)  | 8   | 7      | 16     | 31    |
| 13      | Suïssa                       | 7   | 9      | 19     | 35    |
| 15      | Polònia                      | 5   | 13     | 15     | 33    |
| 16      | Itàlia                       | 4   | 7      | 8      | 19    |
| 17      | Iugoslàvia (1949–91)         | 2   | 5      | 7      | 14    |
| 18      | Espanya                      | 1   | 7      | 8      | 16    |
| 19      | Brasil                       | 1   | 1      | 2      | 4     |
| 20      | Canadà                       | 1   | 1      | 0      | 2     |
| 21      | Rússia                       | 0   | 2      | 5      | 7     |
| 22      | Països Baixos                | 0   | 2      | 1      | 3     |
| 23      | Nova Zelanda                 | 0   | 1      | 2      | 3     |
| 24      | R.P. de la Xina              | 0   | 1      | 0      | 1     |
| 24      | Croàcia (1993–actualitat)    | 0   | 1      | 0      | 1     |
| 26      | Argentina                    | 0   | 0      | 1      | 1     |
| 26      | Andorra                      | 0   | 0      | 1      | 1     |
| 26      | Marroc                       | 0   | 0      | 1      | 1     |
| Total   | Total                        | 382 | 379    | 373    | 1.134 |